# الدوري الأمريكي لكرة السلة للمحترفين 1982–83
الدوري الأمريكي لكرة السلة للمحترفين 1982–83 (بالإنجليزية: 1982–83 NBA season)‏ هو موسم من إن بي أي. أقيم خلال الفترة 29 أكتوبر 1982 وحتى 31 مايو 1983، وأشرف على تنظيمه إن بي أي، وفاز فيه فيلادلفيا سفنتي سيكسرز.